# Есме Висер
Есме Висер (на английски: Esmee Visser, р. 27 януари 1996, Холандия) е нидерландска състезателка по бързо пързаляне с кънки.
Олимпийска шампионка на 5000 м от зимните олимпийски игри в Пьонгчанг – 2018 г. и европейска шампионка на 3000 м от Коломна, 2018 година.

## Лични рекорди
- 500 м 41,55 (22.12.2015,  Инцел)
- 1000 м 1.21,30 (20.12.2015,  Инцел)
- 1500 м 2.02,23 (24 януари 2016,  Херенвен)
- 3000 м 4.05,31 (6.01.2018,  Коломна)
- 5000 м 6.56,60 (30.12.2017,  Херенвен)

## Успехи
Бързо пързаляне с кънки:
Олимпийски игри
- Шампион (1): 2018

Европейско първенство
- Шампион (1): 2018

Световно първенство за юноши и девойки
- Шампион (1): 2015